# Palazzo Lantieri

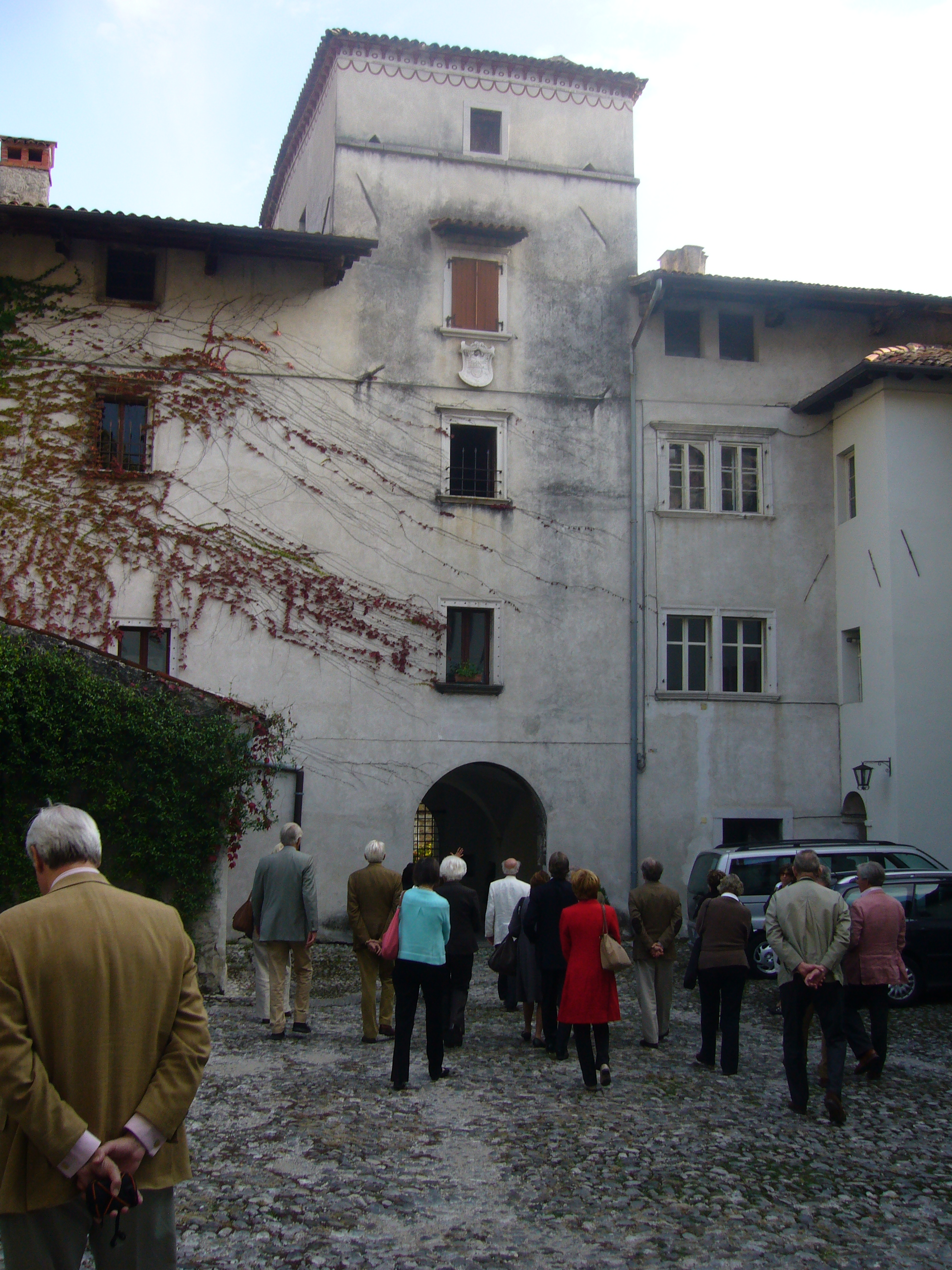
Toegangspoort

Palazzo Lantieri is een palazzo in de stad Gorizia, in Noordoost-Italië. Het grootste deel dateert uit de vijftiende en zestiende eeuw.

## Geschiedenis
Palazzo Lantieri ligt op 300 meter van de Sloveense grens. Het ligt vlak bij de oostelijke toegangspoort van Gorizia, waar het sinds de dertiende eeuw de toegang van de stad bewaakt.  Naast de toren liggen stadswallen, die vijf meter hoog zijn en 200 meter lang. Binnen de muren is een tuin. De grachten buiten de muren zijn geheel opgevuld.
Eerst staat het huis bekend als Schoenhaus, het gastenverblijf van de graven van Gorizia. Leonardo, de laatste graaf van Gorizia, sterft kinderloos en laat Schoenhaus na aan zijn lijfarts, Antonio Puteo. 
In 1465 trouwt Antonio Lantieri di Paratico (ook: Lanthiery) met de dochter van de Sloveense ridder Baumkirchner. Zijn familie komt uit Brescia. Rond 1500 komt de regio onder Oostenrijk-Hongarije onder keizer Maximiliaan I. 
In 1505 koopt Lantieri Schoenhaus van Antonio Puteo. De familie Lantieri heeft het huis in de loop der eeuwen uitgebreid en verfraaid. Zij laten fresco's aanbrengen ter ere van een bezoek van keizer Karel V, met voorstellingen van valkenjachten, van Romeinse geschiedenis, w.o. Castello Sant'Angelo in Rome en van het Beleg van Wenen.

#### Beroemde gasten
- In 1730 komt schilderes Rosalba Carriera op bezoek en maakt acht schilderijen, waarvan er helaas maar eentje de oorlogen heeft overleefd. Haar leerling Francesco Pavona schildert de heiligen in de Rose Zaal.
- Andere beroemde gasten op Lantieri zijn Pietro Metastasio, Giacomo Casanova, Carlo Goldoni, Goethe en Schiller. Zij komen ook op kasteel Reifenberg en kasteel Vippach, wat sinds 1948 in Joegoslavië ligt.
- In 1782 logeert paus Pius VI op Lantieri, hij is onderweg naar Wenen.
- In 1836 komt Karel X van Frankrijk enkele jaren op Lantieri wonen. Hij overlijdt in Palazzo Coronini Cronberg, maar wil bij het Castagnavizzaklooster worden begraven, omdat hij dat vanuit Lantieri kan zien. Het klooster ligt nu in Slovenië. 
De laatste Franse troonpretendent, Graaf de Chambord, sterft in Oostenrijk in 1883 en is ook bij het klooster begraven. Zijn weduwe Maria Theresa van Modena is op Lantieri blijven wonen.

## 21e eeuw
Het paleis wordt nog steeds bewoond door de familie. Clementina is in 1906 getrouwd met baron Herman Levetzow von Mecklenburg, sindsdien heet haar familie Lantieri-Levetzow. Samen met hun zoon Karl-Erdmann de Levetzow-Lantieri hebben zij veel gerestaureerd: het dak, de vloeren, de meubels, de tuin, en de gewelven uit het begin van de 17e eeuw, waar een tegelmuur getekend is. Het huis wordt nu bewoond door zijn dochter Carolina, getrouwd met Niccolò Piccolomini Clemintini Adami. Het huis is inmiddels een nationaal monument.

## Afbeeldingen

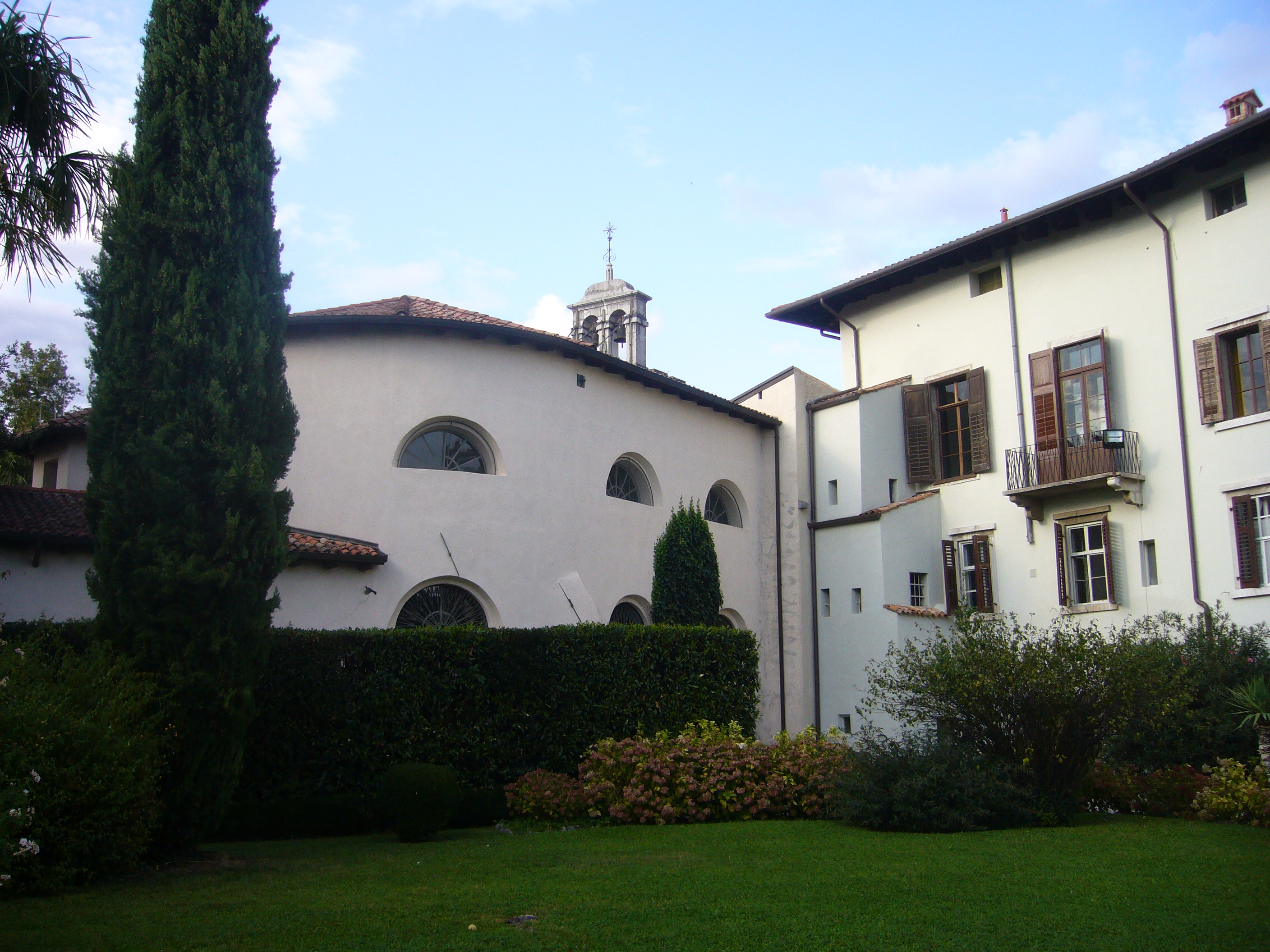
Kapel
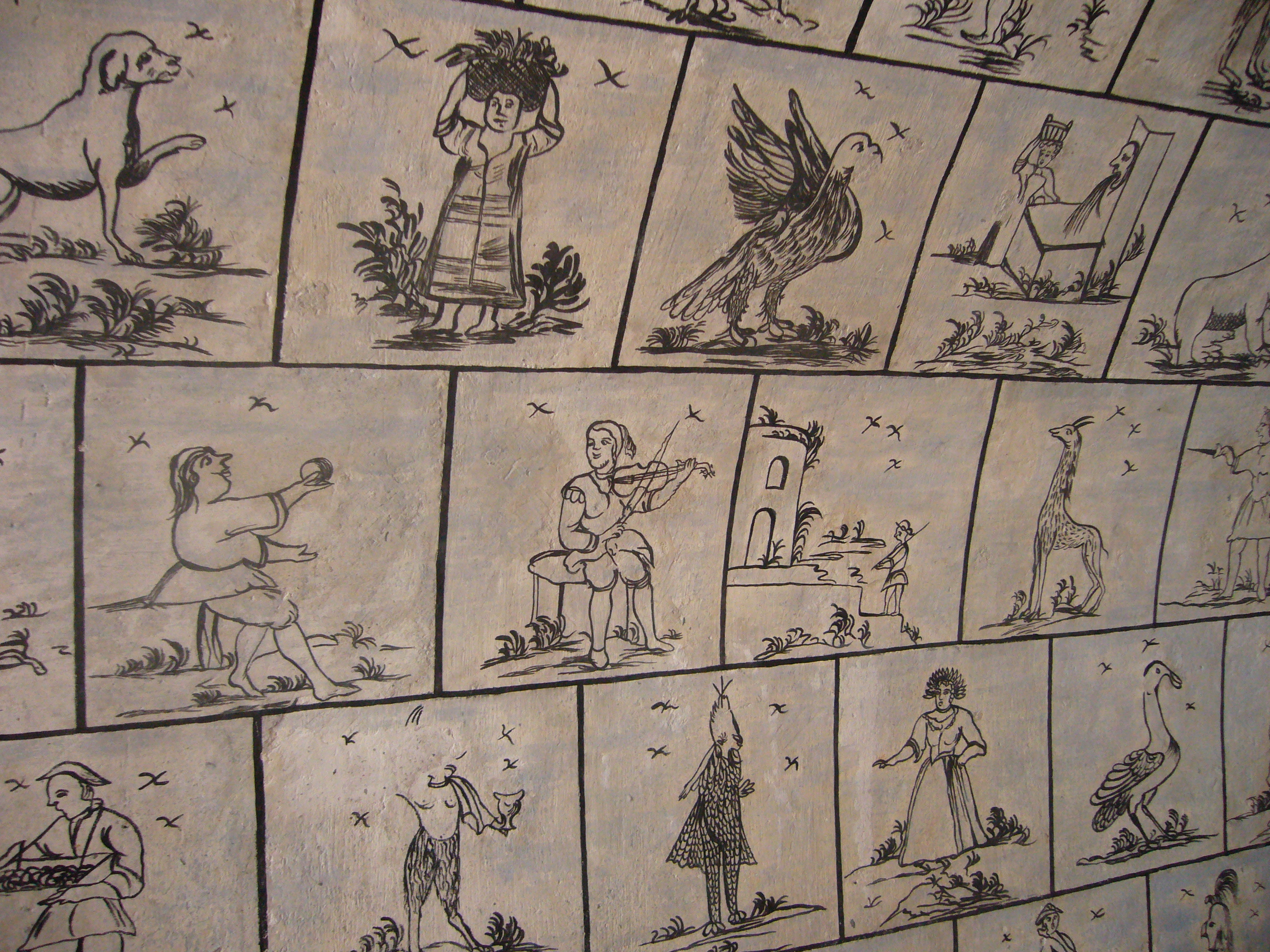
Getekende tegelmuur